# Купер, Малкольм
Малкольм Дуглас Купер (англ. Malcolm Douglas Cooper; 20 декабря 1947 — 9 июня 2001) — британский стрелок, специализировавшийся в стрельбе из винтовки. Двукратный олимпийский чемпион в стрельбе из мелкокалиберной винтовки из трёх положений. Многократный чемпион мира.

## Биография
Малкольм Купер начал заниматься стрельбой из мелкокалиберного оружия в тринадцатилетнем возрасте в Новой Зеландии, где в то время жила его семья (отец Малкольма был лейтенантом британского ВМФ и служив в Новой Зеландии).
В начале 1970 Купер начал выступать в международных соревнованиях по спортивной стрельбе. На Олимпиаде в Мюнхене он попал в состав британской сборной, выступал в стрельбе из трёх позиций с 300 и 50 метров, но оба раза не попал в десятку лучших, заняв 12 и 18 места соответственно. В Монреале выступал только в стрельбе с 50 метров и вновь занял 18 место.
В 1978 году Купер основал собственную компанию по производству стрелкового оружия «Accuracy International». Тогда же впервые стал чемпионом мира в командном первенстве в стрельбе из винтовки с колена.
Всего за карьеру семь раз становился чемпионом мира как в личном первенстве, так и в составе сборной Британии.
На Олимпиаде 1984 года Купер стал сильнейшим стрелков в стрельбе из трёх позиций с 50 метров. При этом с результатом 1,173 он повторил мировой рекорд чемпиона Игр в Москве Виктора Власова, который из-за бойкота Игр-84 советской делегацией не смог защитить своё звание.
Через четыре года Малкольм защитил звание чемпиона, выиграв в упорной борьбе с соотечественником Элистером Алланом. В квалификации Аллан обошёл Купера на один балл, но в финале Купер был точнее, набрав 1,279.3 балла, что позволило ему превзойти Аллана почти на 4 очка.
Жена Малкольма Купера — Сара тоже стрелок, участница Олимпиад 1984 и 1988 годов. Работает в фирме мужа «Accuracy International».
Малкольм Купер скончался от рака мозга в 2001 году в возрасте 53 лет.